# Campionati europei di tuffi 2011 - Trampolino 3 metri femminile
La gara si è disputata il 12 marzo 2011 e vi hanno partecipato 27 atlete. Le prime 12 classificate delle eliminatorie hanno ottenuto la qualificazione per la finale.

## Medaglie
| Posizione | Atleta         | Paese  |
| --------- | -------------- | ------ |
| Oro       | Anna Lindberg  | Svezia |
| Argento   | Nadežda Bažina | Russia |
| Bronzo    | Tania Cagnotto | Italia |

## Qualifiche
| Pos. | Atleta                | Nazione     | Punti  |
| ---- | --------------------- | ----------- | ------ |
| 1    | Tania Cagnotto        | Italia      | 338.10 |
| 2    | Anna Lindberg         | Svezia      | 312.45 |
| 3    | Nadežda Bažina        | Russia      | 303.10 |
| 4    | Uschi Freitag         | Germania    | 294.60 |
| 5    | Maria Marconi         | Italia      | 292.95 |
| 6    | Sophie Solmoi         | Austria     | 286.90 |
| 7    | Nóra Barta            | Ungheria    | 282.10 |
| 8    | Olena Fedorova        | Ucraina     | 281.00 |
| 9    | Hannah Starling       | Regno Unito | 263.05 |
| 10   | Marion Farissier      | Francia     | 262.15 |
| 11   | Flóra Gondos          | Ungheria    | 257.60 |
| 12   | Anna Pysmenska        | Ucraina     | 250.30 |
| 13   | Katja Dieckow         | Germania    | 249.90 |
| 14   | Svetlana Philippova   | Russia      | 245.85 |
| 15   | Magdalena Chlanda     | Polonia     | 243.90 |
| 16   | Ksenia Kondrashenkova | Bielorussia | 241.35 |
| 17   | Fanny Bouvet          | Francia     | 240.30 |
| 18   | Anna Pujol            | Spagna      | 237.25 |
| 19   | Taina Karvonen        | Finlandia   | 227.20 |
| 20   | Inge Jansen           | Paesi Bassi | 226.85 |
| 21   | Patrycja Pyrzak       | Polonia     | 224.50 |
| 22   | Chloe Hurd            | Regno Unito | 212.80 |
| 23   | Ioulianna Banousi     | Grecia      | 208.65 |
| 24   | Eleni Katsouli        | Grecia      | 201.35 |
| 25   | Johanna Johansson     | Svezia      | 199.00 |
| 26   | Marija Ivezić         | Serbia      | 194.45 |
| 27   | Marcela Marić         | Croazia     | 173.85 |

## Finale
| Pos. | Atleta           | Nazione     | Punti  |
| ---- | ---------------- | ----------- | ------ |
|      | Anna Lindberg    | Svezia      | 347.10 |
|      | Nadežda Bažina   | Russia      | 325.55 |
|      | Tania Cagnotto   | Italia      | 324.25 |
| 4    | Maria Marconi    | Italia      | 321.25 |
| 5    | Anna Pysmenska   | Ucraina     | 299.15 |
| 6    | Nóra Barta       | Ungheria    | 291.70 |
| 7    | Uschi Freitag    | Germania    | 286.50 |
| 8    | Hannah Starling  | Regno Unito | 284.50 |
| 9    | Sophie Somloi    | Austria     | 278.75 |
| 10   | Flóra Gondos     | Ungheria    | 266.55 |
| 11   | Olena Fedorova   | Ucraina     | 256.50 |
| 12   | Marion Farissier | Francia     | 244.20 |

## Fonti
- (EN) Omegatiming.com - Qualifiche (PDF) [collegamento interrotto], su omegatiming.com.
- (EN) Omegatiming.com - Finale (PDF), su omegatiming.com. URL consultato il 12 marzo 2011 (archiviato dall'url originale il 15 luglio 2011).